# Petit Le Mans

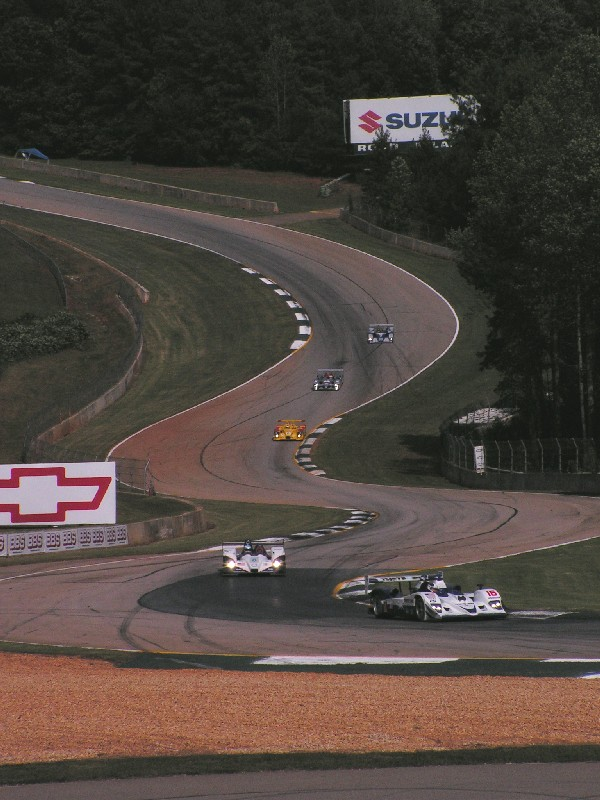
Petit Le Mans in 2006

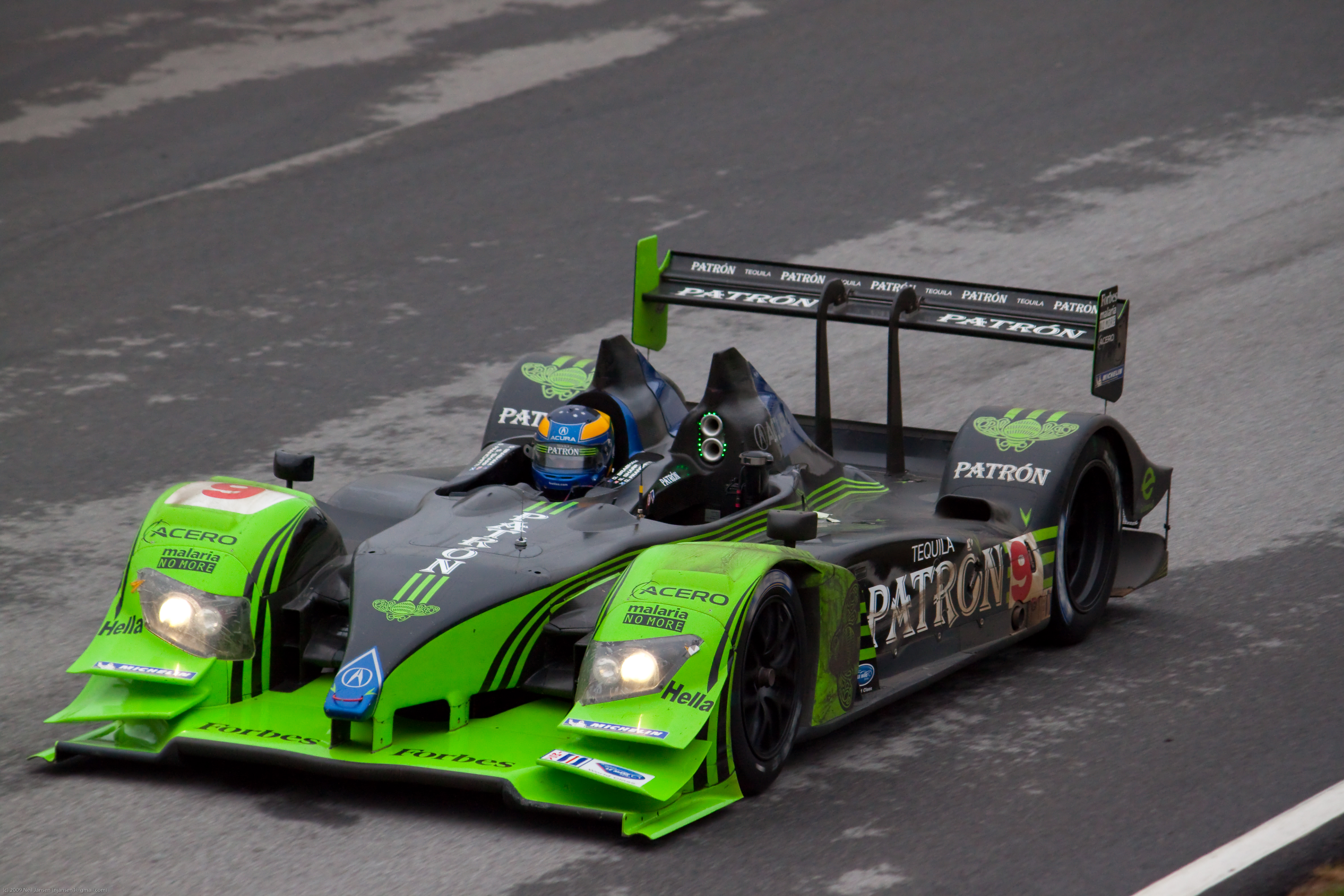
David Brabham tijdens de editie van 2009

De Petit Le Mans is een endurance-race die jaarlijks gehouden wordt op het circuit Road Atlanta in Braselton in de Amerikaanse staat Georgia en is onderdeel van de American Le Mans Series. De race wordt gehouden sinds 1998.
De opzet van de race is grotendeels gelijklopend met de reglementen van de 24 uur van Le Mans. De race duurt maximaal 1000 mijl (1600 km) of 10 uur (2014-), naarmate wat het eerst bereikt wordt. De editie van 2010 zal een onderdeel zijn van de "Le Mans Intercontinental Cup". Binnen de race rijden wagens uit verschillende klassen, waarvan de LMP1-klasse de belangrijkste is. De eerste editie van 1998 werd gewonnen door het trio Eric van de Poele, Emmanuel Collard en Wayne Taylor in een Ferrari. De race van 2009 was de eerste editie die vroegtijdig werd stopgezet wegens hevig regenweer. Het Franse duo Franck Montagny en Stéphane Sarrazin werden tot winnaar uitgeroepen in de LMP1-klasse nadat de race was stilgelegd na vier uur racen.
De winnaars uit de verschillende klassen krijgen automatisch een uitnodiging om deel te nemen aan de 24 uur van Le Mans het volgende jaar.

## Winnaars
| Jaar | Klasse    | Winnaars                                             | Team                            | Auto                      |
| ---- | --------- | ---------------------------------------------------- | ------------------------------- | ------------------------- |
| 1998 | LMP1 WSC  | Eric van de Poele Wayne Taylor Emmanuel Collard      | Doyle-Risi Racing               | Ferrari 333 SP            |
| 1998 | LMGT1 GT1 | Thierry Boutsen Bob Wollek Ralf Kelleners            | Champion Racing                 | Porsche 911 GT1-98        |
| 1998 | LMGT2 GT2 | Michel Ligonnet Lance Stewart                        | Freisinger Motorsport           | Porsche 911 GT2           |
| 1998 | GT3       | Peter Argetsinger Richard Polidori Angelo Cilli      | Team A.R.E.                     | Porsche 911 Carrera RSR   |
| 1999 | LMP       | David Brabham Éric Bernard Andy Wallace              | Panoz Motor Sports              | Panoz LMP1-Ford           |
| 1999 | GTS       | Olivier Beretta Karl Wendlinger Marc Duez            | Viper Team Oreca                | Dodge Viper GTS-R         |
| 1999 | GT        | Dirk Müller Sascha Maassen Cort Wagner               | Manthey Racing                  | Porsche 911 GT3-R         |
| 2000 | LMP       | Allan McNish Rinaldo Capello Michele Alboreto        | Audi Sport North America        | Audi R8                   |
| 2000 | GTS       | Andy Pilgrim Kelly Collins Franck Fréon              | Corvette Racing                 | Corvette C5-R             |
| 2000 | GT        | Sascha Maassen Bob Wollek                            | Dick Barbour Racing             | Porsche 911 GT3-R         |
| 2001 | LMP900    | Frank Biela Emanuele Pirro                           | Audi Sport North America        | Audi R8                   |
| 2001 | LMP675    | Scott Maxwell Milka Duno John Graham                 | Dick Barbour Racing             | Reynard-Judd              |
| 2001 | GTS       | Andy Pilgrim Kelly Collins Franck Fréon              | Corvette Racing                 | Corvette C5-R             |
| 2001 | GT        | Hans-Joachim Stuck Boris Said Bill Auberlen          | Prototype Technology Group      | BMW M3 GTR                |
| 2002 | LMP900    | Tom Kristensen Rinaldo Capello                       | Audi Sport North America        | Audi R8                   |
| 2002 | LMP675    | Jon Field Duncan Dayton Michael Durand               | Intersport Racing               | MG-Lola EX257             |
| 2002 | GTS       | Ron Fellows Johnny O'Connell Oliver Gavin            | Corvette Racing                 | Corvette C5-R             |
| 2002 | GT        | Lucas Luhr Sascha Maassen                            | Alex Job Racing                 | Porsche 911 GT3-RS        |
| 2003 | LMP900    | JJ Lehto Johnny Herbert                              | ADT Champion Racing             | Audi R8                   |
| 2003 | LMP675    | Jon Field Duncan Dayton Larry Connor                 | Intersport Racing               | Lola B01/60-Judd          |
| 2003 | GTS       | Alain Menu Peter Kox Tomáš Enge                      | Prodrive                        | Ferrari 550-GTS Maranello |
| 2003 | GT        | Timo Bernhard Jörg Bergmeister Romain Dumas          | Alex Job Racing                 | Porsche 911 GT3-RS        |
| 2004 | LMP1      | Marco Werner JJ Lehto                                | ADT Champion Racing             | Audi R8                   |
| 2004 | LMP2      | Clint Field Robin Liddell Milka Duno                 | Intersport Racing               | Lola B2K/40-Judd          |
| 2004 | GTS       | Olivier Beretta Oliver Gavin Jan Magnussen           | Corvette Racing                 | Corvette C5-R             |
| 2004 | GT        | Timo Bernhard Jörg Bergmeister Sascha Maassen        | Alex Job Racing                 | Porsche 911 GT3-RSR       |
| 2005 | LMP1      | Frank Biela Emanuele Pirro                           | ADT Champion Racing             | Audi R8                   |
| 2005 | LMP2      | Jon Field Clint Field Liz Halliday                   | Intersport Racing               | Lola B05/40-AER           |
| 2005 | GT1       | Olivier Beretta Oliver Gavin Jan Magnussen           | Corvette Racing                 | Corvette C6.R             |
| 2005 | GT2       | Patrick Long Jörg Bergmeister                        | Petersen/White Lightning Racing | Porsche 911 GT3-RSR       |
| 2006 | LMP1      | Rinaldo Capello Allan McNish                         | Audi Sport North America        | Audi R10 TDI              |
| 2006 | LMP2      | Sascha Maassen Timo Bernhard Emmanuel Collard        | Penske Racing                   | Porsche RS Spyder         |
| 2006 | GT1       | Darren Turner Tomáš Enge                             | Aston Martin Racing             | Aston Martin DBR9         |
| 2006 | GT2       | Jörg Bergmeister Patrick Long Niclas Jönsson         | Petersen/White Lightning Racing | Porsche 911 GT3-RSR       |
| 2007 | LMP1      | Allan McNish Rinaldo Capello                         | Audi Sport North America        | Audi R10 TDI              |
| 2007 | LMP2      | Timo Bernhard Romain Dumas Patrick Long              | Penske Racing                   | Porsche RS Spyder         |
| 2007 | GT1       | Oliver Gavin Olivier Beretta Max Papis               | Corvette Racing                 | Corvette C6.R             |
| 2007 | GT2       | Johannes van Overbeek Jörg Bergmeister Marc Lieb     | Flying Lizard Motorsports       | Porsche 911 GT3-RSR       |
| 2008 | LMP1      | Allan McNish Rinaldo Capello Emanuele Pirro          | Audi Sport North America        | Audi R10 TDI              |
| 2008 | LMP2      | Ryan Briscoe Hélio Castroneves                       | Penske Racing                   | Porsche RS Spyder         |
| 2008 | GT1       | Johnny O'Connell Jan Magnussen Ron Fellows           | Corvette Racing                 | Corvette C6.R             |
| 2008 | GT2       | Jaime Melo Mika Salo                                 | Risi Competizione               | Ferrari F430 GT           |
| 2009 | LMP1      | Franck Montagny Stéphane Sarrazin                    | Team Peugeot Total              | Peugeot 908 HDi FAP       |
| 2009 | LMP2      | Butch Leitzinger Marino Franchitti Ben Devlin        | Dyson Racing Team               | Lola B08/86-Mazda         |
| 2009 | GT2       | Jaime Melo Pierre Kaffer Mika Salo                   | Risi Competizione               | Ferrari F430 GT           |
| 2010 | LMP1      | Franck Montagny Stéphane Sarrazin Pedro Lamy         | Team Peugeot Total              | Peugeot 908 HDi FAP       |
| 2010 | LMP2      | David Brabham Simon Pagenaud Marino Franchitti       | Patrón Highcroft Racing         | Acura HPD ARX-01C         |
| 2010 | LMPC      | Scott Tucker Burt Frisselle Marco Werner             | Level 5 Motorsports             | Oreca FLM09-Chevrolet     |
| 2010 | GT2       | Oliver Gavin Jan Magnussen Emmanuel Collard          | Corvette Racing                 | Corvette C6.R             |
| 2010 | GTC       | Henri Richard Duncan Ende Andy Lally                 | The Racer's Group               | Porsche 997 GT3 Cup       |
| 2011 | LMP1      | Franck Montagny Stéphane Sarrazin Alexander Wurz     | Peugeot Sport Total             | Peugeot 908               |
| 2011 | LMP2      | Scott Tucker Christophe Bouchut João Barbosa         | Level 5 Motorsports             | Acura ARX-01              |
| 2011 | LMPC      | Ken Dobson Henri Richard Ryan Lewis                  | PR1 Mathiasen Motorsports       | Oreca FLM09-Chevrolet     |
| 2011 | GT        | Giancarlo Fisichella Gianmaria Bruni Pierre Kaffer   | AF Corse                        | Ferrari 458 Italia GTC    |
| 2011 | GTE Am    | Tracy Krohn Niclas Jönsson Michele Rugolo            | Krohn Racing                    | Ferrari F430 GTE          |
| 2011 | GTC       | Tim Pappas Jeroen Bleekemolen Sebastiaan Bleekemolen | Black Swan Racing               | Porsche 997 GT3 Cup       |
| 2012 | P1        | Neel Jani Nicolas Prost Andrea Belicchi              | Rebellion Racing                | Lola B12/60-Toyota        |
| 2012 | P2        | Scott Tucker Christophe Bouchut Luis Díaz            | Level 5 Motorsports             | HPD ARX-03b               |
| 2012 | PC        | Alex Popow Ryan Dalziel Mark Wilkins                 | CORE Autosport                  | Oreca FLM09-Chevrolet     |
| 2012 | GT        | Scott Sharp Johannes van Overbeek Toni Vilander      | Extreme Speed Motorsports       | Ferrari 458 Italia GT2    |
| 2012 | GTE Am    | Raymond Narac Nicolas Armindo Anthony Pons           | IMSA Performance Matmut         | Porsche 997 GT3-RSR       |
| 2012 | GTC       | Henrique Cisneros Mario Farnbacher Kuba Giermaziak   | NGT Motorsport                  | Porsche 997 GT3 Cup       |